# 关渡乡
关渡乡，是中华人民共和国四川省巴中市巴州区曾经下辖的一个乡。2019年12月，撤销关渡乡，将其所属行政区域划归清江镇管辖。

## 行政区划
关渡乡撤销前下辖以下地区：
永兴社区、洛咖村、天井村、云霄村、长滩河村、小坝村、八家坪村、青玉村、水井村、真武村和临江桥村。